# 台中都市圏

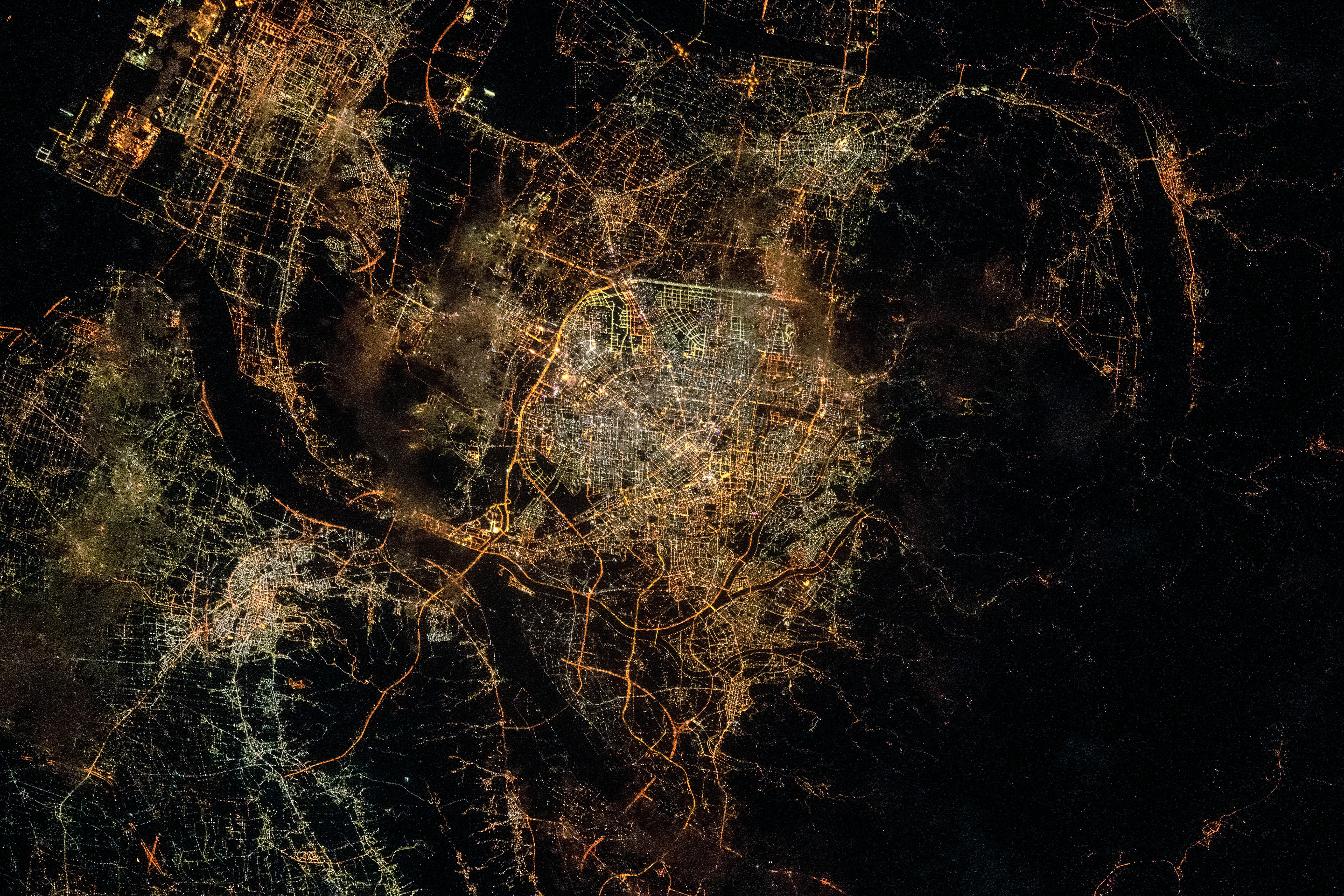
衛星写真から見える台中都市圏。

台中都市圏（たいちゅうとしけん）、もしくは台中彰化都市圏（たいちゅうしょうかとしけん）は、台中市を中心市とする都市圏である。台北都市圏に次ぐ、台湾第二の都市圏である。Demographia World Urban Areas & Population Projectionsより、世界の第215位、台湾の第二位である。
昔中華民国の行政院主計處が定義された五つの「大都市圏」の一つ。ただし、この定義は2010年12月25日に廃止された。

## 都市圏の範囲

### 主計處
台湾行政院主計處が指定した「中華民国統計地区標準分類」の「台湾地区都市圏分類」は，1980年から1991年までの定義は彰化を含まない「台中大都市圏」である。1985年が出版された「中華民国台湾地区聚居地、都市化地区及都会区分布図」より、当時の人口は約102万人。1991年に定義が変更し、「台中都市圏」は彰化県の一部を含み、彰化市をもう一つの中心都市とした。
| 名稱       | 中心都市     | 衛星都市                                                               |
| ---------- | ------------ | ---------------------------------------------------------------------- |
| 台中都市圏 | 台中市       | 台中県：大里市、太平市、潭子鄉、大雅鄉、大肚鄉、龍井鄉、烏日鄉、霧峰鄉 |
| 台中都市圏 | 彰化県彰化市 | 彰化県：和美鎮、花壇鄉                                                 |

|  |

### 営建署
1982年に台湾內政部営建署が発表した「台湾中部区域計画」より、台中都市圏は台中市と周りの街しか定義されていなかった。1996年に「台湾中部区域計画（第一次通盤検討）」、《台中県政府綜合発展計画》が定義した台中都市圏は、台中市と台中県の山以外の範囲、彰化県の北部、および南投県一部、計35地区である（1996年に定義られた地区*）。
| 名稱       | 中心都市 | 衛星都市 |
| ---------- | -------- | --- |
| 台中都市圏 | 台中市   | 台中縣：清水区、沙鹿区、龍井区、梧棲区、大肚区、大里区、神岡区、大雅区、豊原区、潭子区、太平区、烏日区、霧峰区、石岡区*、新社区*、東勢区*、后里区*、外埔区*、大甲区*、大安区* |
| 台中都市圏 | 台中市   | 彰化県：彰化市*、和美鎮*、花壇鄉*、員林市*、大村鄉*、芬園鄉*、伸港鄉*、線西鄉*、鹿港鎮*、福興鄉*、埔塩鄉*、秀水鄉*                                                            |
| 台中都市圏 | 台中市   | 南投県：南投市*、草屯鎮* |

## 人口
2020年8月に台中都市圏（1996年に営建署が定義した範囲）の人口は約381.4万人；面積は1801.2517 km²；人口密度は2,117.60人/km²。